# Гриньов Борис Вікторович
Гриньов Борис Вікторович (нар. 1 квітня 1956, Харків) — український вчений матеріалознавець, академік НАН України, доктор технічних наук, професор. Директор Інституту сцинтиляційних матеріалів НАН України.

## Хронопис досягнень
Народився 01 квітня 1956 р. у м. Харків.
1978 — закінчив Харківський державний університет за спеціальністю — фізика твердого тіла.
1985 — захистив дисертацію на ступінь кандидата фізико-математичних наук у Донецькому державному університеті.
1994 — захистив дисертацію на ступінь доктора технічних наук в Інституті монокристалів НАН України.
1997 — обраний членом-кореспондентом НАН України.
1998 — присуджено вчене звання «професор».
2006 — обраний дійсним членом Національної академії наук України.
2010 — обраний членом Президії НАН України.
1978—1987 — робота і навчання в аспірантурі Харківського державного університету, робота в Західно-Сибірській дослідно-методичній експедиції Міннафтопрому СРСР.
1987—1996 — робота в Інституті монокристалів на посадах старшого наукового співробітника, завідувача відділу, ученого секретаря, заступника директора інституту з наукової роботи, директора науково-дослідного відділення лужногалоїдних кристалів.
1996—2002 — директор Інституту монокристалів — генеральний директор науково-технологічного концерну «Інститут монокристалів» НАН України.
1997—1999 — заступник Міністра України у справах науки і технологій, перший заступник голови Державного комітету з питань науки та інтелектуальної власності.
1998—2000  — Член Національної комісії України у справах ЮНЕСКО.
З грудня 2002 — директор Інституту сцинтиляційних матеріалів НАН України [Архівовано 22 травня 2019 у Wayback Machine.].
З квітня 2010  — науковий керівник Інституту сцинтиляційних матеріалів НАН України.
З квітня по липень 2010 — голова Державного комітету України з питань науково-технічного та інноваційного розвитку (Держкомнауки).
З 2010 по 2015  — член комітету з Державних премій України в галузі науки і техніки.
З липня 2010 — перший заступник Голови Державного комітету України з питань науки, інновацій та інформатизації (Держкомінформнауки).
З січня 2011 — перший заступник Голови Державного агентства з питань науки, інновацій та інформації України (Держінформнауки).
З вересня 2014 — 2017 — директор Державного фонду фундаментальних досліджень України.
З 1997—2003, з 2010 — 2022 — повноважний представник Уряду України в ОІЯД (м. Дубна, Росія).
З березня 2017 — представник України в ЦЕРН [Архівовано 23 травня 2022 у Wayback Machine.] (м. Женева, Швейцарія)

## Наукові пріоритети

### Напрями наукової діяльності (сьогодення)
Процеси взаємодії електромагнітного випромінювання з конденсованим середовищем
Керамічні, композиційні, монокристалічні, плівкові, рідкі та пластмасові матеріали для різного функціонального призначення.
Сцинтиляційне матеріалознавство, люмінесценція, радіаційне приладобудування

### КерівникНДДКР
Розробка методів керування сцинтиляційними характеристиками монокристалів на основі складних рідкісноземельних оксидів.
Розробка та одержання сцинтиляційних низькофонових матеріалів для досліджень подвійного бета-розпаду, темної матерії і молекул.

### Наукова діяльність (історія)
Головними напрямками наукової діяльності Б. В. Гриньова є вивчення фундаментальних властивостей сцинтиляційних матеріалів, пошук нових сцинтиляторів, розробка приладів та пристроїв на їх основі для різних галузей застосування. Роботи Б. В. Гриньова значною мірою визначають сучасний світовий рівень технології отримання й обробки сцинтиляційних та люмінесцентних матеріалів.
Дослідження, виконані Б. В. Гриньовим зі співробітниками, дозволили розробити промислові технології автоматизованого вирощування великогабаритних високо прозорих оптичних кристалів діаметром до 600 мм, досконалих сцинтиляційних монокристалів діаметром до 520 мм і масою понад 500 кг. Для експериментів з фізики високих енергій розроблено технології виробництва пластмасових сцинтиляторів масою до 1000 кг з високою об'ємною прозорістю (до 4 м), сцинтиляційних пластин довжиною до 3,7 м, унікальних сцинтиляційних стрипів та комбінованих детекторів складної форми .
За ініціативою і під керівництвом Б. В. Гриньова було організовано в Україні виробництво особливо чистих солей для монокристалів, що забезпечило сталий експорт наукоємної продукції — сцинтиляторів на основі галогенідів лужних металів. Також він здійснює наукове керівництво дослідженнями з пошуку та розробки нових сцинтиляційних матеріалів для експериментів з пошуку «темної матерії» і подвійного β-розпаду.
Завдяки науковим розробкам Б. В. Гриньова в Україні в 2000-х роках започатковано новий напрямок приладобудування — виробництво ядерної медичної апаратури.
Надзвичайну актуальність, з огляду на активізацію боротьби з міжнародним тероризмом та несанкціонованим переміщенням радіоактивних речовин і вантажів набувають розроблені нові органічні і неорганічні сцинтилятори та технологічні процеси їх отримання. Українськими сцинтиляторами комплектуються митні інтроскопічні системи і установки, що виготовляються в Європейському Союзі.
З 2003 року під керівництвом Гриньова винайдена низка нових сцинтиляційних матеріалів, які можуть знайти своє застосування при започаткуванні нових експериментів з фізики високих енергій.
Розроблена унікальна технологія вирощування, завдяки якій отримані оптично однорідні монокристали  з рекордними параметрами світловиходу (12-16 ф/МеВ) для електромагнітних колориметрів нового покоління, що використовуються у суперколайдері LHC, CERN (Швейцарія).
Гриньов входить до 30 найбільш цитованих вчених України (за даними бази Scopus, Google Score).

## Науково-педагогічний доробок
Активно займається науково-педагогічною діяльністю.
З 2007 — завідувач кафедри фізики кристалів в Харківському національному університеті імені В. Н. Каразіна. Видано 7 навчальних посібників, підручники для вищої школи: Вища алгебра (2003) ISBN 978-966-8319-91-4; Векторна алгебра (2003) ISBN 978-966-8319-90-7; Аналітична геометрія(2003) ISBN 978-966-8319-92-1 .
Ініціатор заснування нового наукового часопису «Функціональні матеріали» (англ. Journal "Functional Materials" print:ISSN 1027-5495; online:ISSN 2218-2993)
Серед наукових праць Б. В. Гриньова — 33 монографії та книги, понад 1400 публікацій в наукових виданнях, 178 винаходів і патентів, низку з яких запатентовано за кордоном.
Під його науковим керівництвом виконано 8 кандидатських і 9 докторських дисертацій.
Станом на кінець 2024 року займає першу позицію в ТОП 1000 українських науковців в базі даних Scopus 2023 з індивідуальним показником h-index = 124.

## Організаційно-наукова, громадянська діяльність
- Член Європейської асоціації ядерної медицини (англ. European Association of Nuclear Medicine[en]) з 1997 р.
- Член Інституту інженерів електроніки та електротехніки США з 2000 р.
- Член міжвідомчої ради з наукового приладобудування.
- Член координаційної НТР[10] ДЦНТП[11] впровадження і застосування ГРІД-технологій −2009-2013 рр.
- Член НТР цільової комплексної програми НАН України «Космомікрофізика» на 2010-2012 рр.
- Член НР цільової комплексної програми НАН України «Фундаментальні проблеми наноструктурних систем, наноматеріалів, нанотехнологій».
- Член Харківської обласної Громадської гуманітарної ради.
- Головний редактор науково-технічної монографічної серії книг «Функціональні матеріали для науки і техніки. Стан і перспективи розвитку».
- Член редколегій наукових журналів — «Функціональні матеріали», «Питання атомної науки і техніки», «Наука та інновації», «Світогляд».
- Член Європейської середземноморської академії мистецтв та наук (The Euro Mediterranean Academy of Arts and Sciences (EMAAS)) - 2017.

## Відзнаки і нагороди
- Лауреат Державної премії України в галузі науки і техніки (1996).
- Заслужений діяч науки і техніки України (1998).
- Нагороджений почесною грамотою Кабінету міністрів України (2002).
- Лауреат премій НАН України ім. Г. В. Курдюмова (2004) та ім. В. І. Трефілова (2010).
- Лауреат премії Об'єднаного інституту ядерних досліджень (2005).
- Нагороджений орденом «За заслуги» — III ступеня (2006), ІІ ступеня (2009), І ступеня (2013)[12].
- Почесний доктор наук Ханьяньського університету кор. 한양대학교 (м. Сеул) — за визначну роль в налагодженні науково-технічного співробітництва між Україною і Кореєю (2008).
- Нагороджений орденом Дружби (Російська Федерація) (2011), повернув.
- Лауреат премії Кабінету Міністрів України за розроблення і впровадження інноваційних технологій (2015).
- Почесний доктор наук Харківського національного університету ім. В. Н. Каразіна (2016).
- Нагороджений орденом князя Ярослава Мудрого V ступеня (2017).
- Нагороджений орденом князя Ярослава Мудрого IV ступеня (2021).

## Сім'я
Одружений, батько двох доньок.

## Захоплення
Одним із ключових захоплень Бориса Гриньова є українське мистецтво другої половини XX  - першої третини XXI століть.
Колекція родини Гриньових — це репрезентативний зріз вітчизняного мистецтва від шістдесятників до сьогодні. Метою колекції є максимально ємко та широко представити історію розвитку українського мистецтва крізь зв'язки поколінь, успадкування та видозміну художньої традиції.
«Нашу колекцію ми будуємо як дім, цеглина за цеглиною створюємо цілісний комплекс, що міг би відобразити конкретні напрямки, періоди і художні течії в мистецтві країни. Від шістдесятників крізь дев'яності і до сьогодні ми прагнемо показати, як поступово виникають та змінюють одна одну епохи». Борис Гриньов [Архівовано 5 квітня 2017 у Wayback Machine.]
Колекція Бориса та Тетяни Гриньових налічує близько тисячі унікальних творів українського мистецтва, є публічною та детально дослідженою, а також входить до 15 відомих колекцій «Сучасного мистецтва України».
«Наша збірка є цілісною та складається із декількох частин. Меншою мірою представлено мистецтво першої половини XX століття. Це, переважно, соціалістичний реалізм. Проте є і конструктивісти в лиці Василя Єрмілова та Бориса Косарєва, є бойчукісти, такі як Охрім Кравченко, Оксана Павленко, Ярослава Музика та інші. Безперечно, це не так масштабно, як, до прикладу, було зібрано у харківській колекції Лучковських або у львівській колекції Вітрука. Але у нас дуже добре наповнений період 1960 — середини 1980-х — неофіційне українське мистецтво та його найяскравіші представники. Часто ними були люди, що постраждали за власні ідеї, роботи яких потрапляли до спецхранилищ або ж були знищені. До таких сміливо можна зарахувати Аду Рибачук та Володимира Мельниченко, Опанаса Заливаху, Аллу Горську, назвавши їх „мучениками часу та офіціозу“. Чудово представлено злам 1980-х — середини 1990-х, коли одна держава замінила іншу. Це період також системно представлено регіональними течіями та об'єднаннями: добре наповнені Львів та Одеса, чудово представлені Харків та Київ». [Архівовано 5 квітня 2017 у Wayback Machine.] [Архівовано 5 квітня 2017 у Wayback Machine.]
Художнє зібрання Гриньових опубліковано у двох виданнях, що розкривають широкій аудиторії наповненість колекції та надають доступ для вивчення та дослідження художніх творів. Це каталог виставкового проекту «Passinato», що пройшов у Харківському художньому музеї у 2006 році. В каталог увійшли класичні та реалістичні твори художників кінця XIX, XX та початку XXI століть.
Десять років потому вийшло друком друге видання — «Три художні генерації в колекції Тетяни та Бориса Гриньових», яке представило колекцію українського мистецтва другої половини XX — початку XXI століть крізь творчість офіційних та неофіційних художників радянської України, української «нової хвилі», а також покоління художників 2000-х років. Каталог став результатом виставкового проекту «Три покоління художників в колекції Тетяни та Бориса Гриньових», що відбувся у 2016 році в Центрі сучасного мистецтва ЄрміловЦентр (м. Харків). 
Під редакцією Б. В. Гриньова був складений довідник «Підписи і монограми художників України», який було перевидано 3 рази. Довідник містить коротку біографічну інформацію про сучасних українських художників та зразки їх підписів.
У 2004 році до 150-річного ювілею відомого художника Сергія Васильківського Борисом і Тетяною Гриньовими у співпраці з Харківським художнім музеєм було започатковано акцію «Шляхами Васильківського: погляд через століття». Акція мала на меті через 100 років відтворити пам'ятки пейзажного, церковного і народного мистецтва, створені свого часу майстром української пейзажної школи. Результати пленерів було представлено в музеях України. Пленерні напрацювання художників популяризували ідею пейзажної традиції в українському мистецтві.
Пройшовши шляхами Сергія Васильківського, у 2016 році десятирічна пленерна акція видозмінилася в експериментальний проект на межі ленд-арту та пленеру «ex. пленер: Віддалений доступ». Це погляд молодих художників на ідею осмислення та фіксування місця. Особливістю проекту є використання нехарактерних для пленеру художніх практик, таких, як перформанс, об'єкти, інсталяція, фотографія та відеоарт.
Також з метою популяризації українського мистецтва, Гриньови систематизують та досліджують власну колекцію для глибшого розуміння художніх процесів, а також депонують та експонують твори із колекції в художніх музеях та ключових виставкових проектах України.
Виставкові проєкти:
2006 — Passinato. Художні твори із колекції сім'ї Гриньових. Харківський художній музей. Кураторка Ольга Денисенко.
2010 — Віктор Ігуменцев. Живопис, графіка, скульптура. Національний художній музей України. Куратор Данило Нікітін. 
2013 — "Поема про землю". Ретроспективна виставка Олександра Судакова. Харківський художній музей. Кураторка Ольга Денисенко.
2015 — "Поза ідеологією". Радянське мистецтво із колекції Тетяни та Бориса Гриньових. Харківський художній музей. Куратори Ольга Балашова, Галина Глеба, Ілля Заболотний.
2016  — "Три художні покоління в колекції Тетяни та Бориса Гриньових". Центр сучасного мистецтва ЄрміловЦентр. Кураторки Ольга Балашова, Галина Глеба. 
2017 — Політика тіла. Харківська фотографія із колекції Тетяни та Бориса Гриньових. Полтава, Галерея Jump. Кураторка Галина Глеба.  
2018 — ІНТРО. Олександр Судаков. Харків, Галерея імені Генріха Семирадського. 
2018 — Політика тіла. Харківська школа фотографії із колекції родини Гриньових. Мукачево, Замок "Паланок". Кураторка Галина Глеба. 
2018 — École photographique de Kharkiv. Херсон, Музей сучасного мистецтва. Кураторка Вікторія Бавикіна. 
2019 — Харківська школа фотографії з колекції сім’ї Гриньових. Київ, Mironova Foundation. Кураторка Вікторія Бавикіна.
2019 — Станіслав. Виставка фотографій українського художника Стаса Волязловського. Харків, Муніципальна галерея. Кураторка Вікторія Бавикіна.
2019—2020 — Це коло ти залишиш. Виставка Євгена Світличного і Володимира Шапошникова. Київ, Національний художній музей України. Кураторки Лєра Полянськова, Оксана Баршинова.